# Вуохийоки, Анни
А́нни Ву́охийоки (фин. Anni Vuohijoki; род. 24 мая 1988, Финляндия) — финская спортсменка-тяжелоатлет, бронзовый призёр чемпионата Европы 2018,  включённая в состав сборной Финляндии на летних Олимпийских играх 2016 года.
В 2013 году на Всемирной универсиаде в Казани заняла 16-е место в категории до 69 кг.